# Ferrovia Breda-Rotterdam
La ferrovia Breda-Rotterdam anche conosciuta come Staatslijn I (tradotto dall'olandese, "Linea di stato I"), è una linea ferroviaria dei Paesi Bassi tra Breda e Rotterdam. La linea entrò in esercizio tra il 1866 e il 1877 collegando le città di Breda e Rotterdam passando per Dordrecht.
| Continuation backward |

| Station on track |

|  | Unknown route-map component "ABZgl" | Unknown route-map component "CONTfq" |

| Stop on track |

|  | Straight track | Continuation backward |

|  | Unknown route-map component "ABZgl" | Unknown route-map component "ABZg+r" |

|  | Straight track | Continuation forward |

| Unknown route-map component "exCONTgq" | Unknown route-map component "eABZg+r" |  |

|  | Unknown route-map component "ABZg+l" | Unknown route-map component "CONTfq" |

| Stop on track |

| Unknown route-map component "hKRZWae" |

| Stop on track |

| Unknown route-map component "CONTgq" | Unknown route-map component "ABZg+r" |  |

| Station on track |

| Unknown route-map component "hKRZWae" |

| Stop on track |

| Unknown route-map component "CONTgq" | Unknown route-map component "ABZg+r" |  |

| Non-passenger station/depot on track |

|  | Unknown route-map component "ABZg+l" | Unknown route-map component "CONTfq" |

| Unknown route-map component "tSTRa" |

| Unknown route-map component "tHST" |

| Unknown route-map component "tSTRe" |

|  | Junction both to and from left | Unknown route-map component "CONTfq" |

| Stop on track |

| Stop on track |

| Stop on track |

| Unknown route-map component "tSTRa" |

| Unknown route-map component "tKRZW" |

| Unknown route-map component "tHST" |

| Unknown route-map component "tSTRe" |

| Station on track |

| Unknown route-map component "CONTgq" | Junction both to and from right |  |

| Continuation forward |